# 瓦尔热昂
瓦尔热昂是巴西圣卡塔琳娜州的一个市镇。总面积166.45平方公里，总人口3560人，人口密度21.4人/平方公里。